# Enrênement

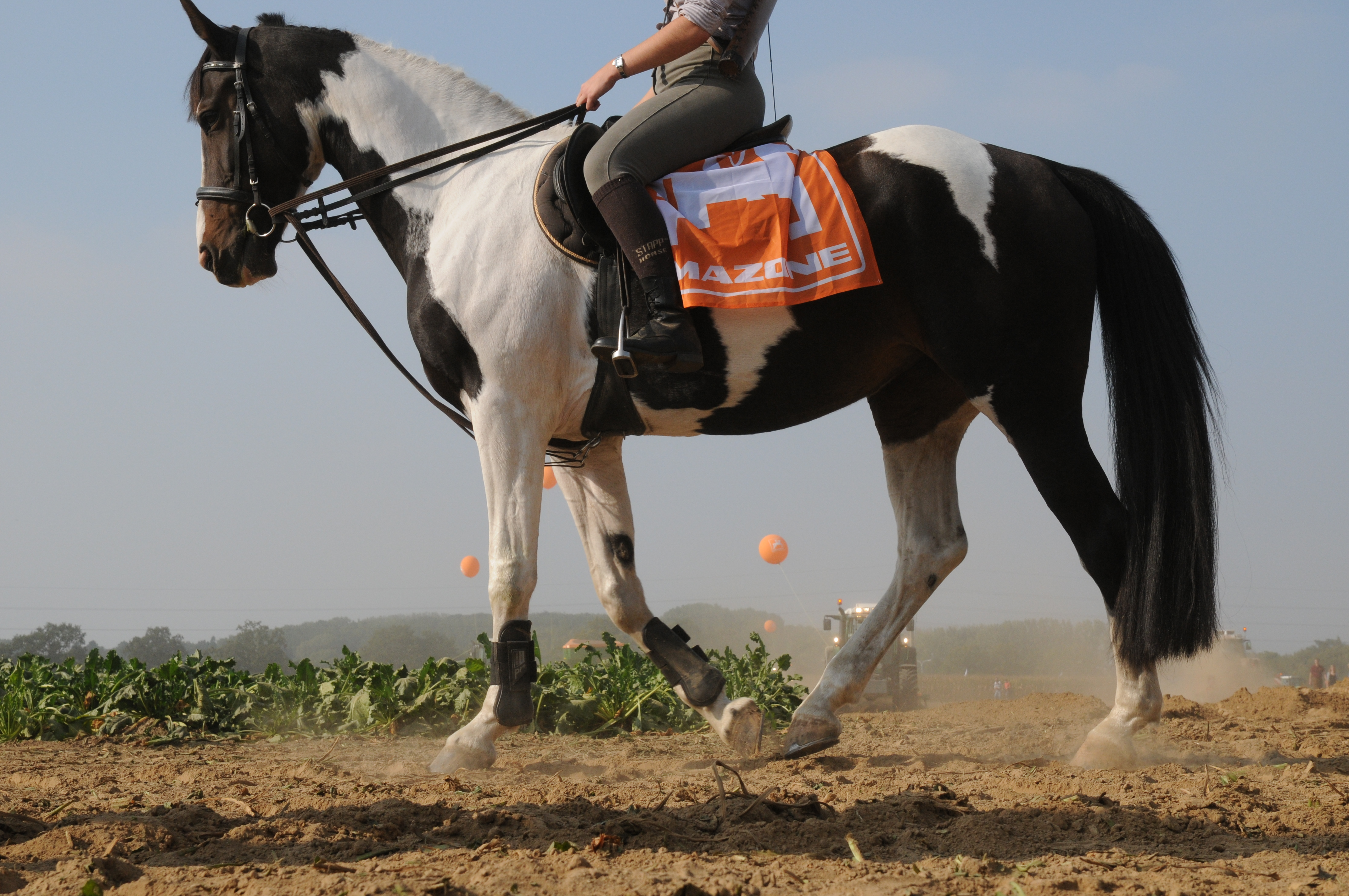
Cheval portant des rênes allemandes attachées sous la sangle.

Les enrênements sont des moyens mécaniques qui agissent sur l'attitude du cheval, généralement sur le placement de la tête et de l'encolure, ainsi que leur angle de fermeture. Leur fonction peut être de stabiliser le cheval dans une attitude pratique, ou de faciliter un travail gymnastique. Ils permettent de parfaire l'attitude du cheval, de le muscler dans le bon sens, d'améliorer sa soumission et de faciliter son usage. Ils n'ont normalement pas vocation à se substituer au travail de dressage du cheval, sauf dans le cas des rênes fixes. L'effet d'un enrênement ne peut être positif que si l'impulsion est maintenue, par l'action du cavalier ou par l'action de la chambrière dans le cas d'un travail à pied. Il peut aussi être néfaste malgré une impulsion maintenue, notamment dans le cas des rênes allemandes.
Les enrênements nécessitent une solide formation du cavalier, une bonne connaissance des notions de biomécanique et des précautions d'emploi. Ils servent de limite supérieure, la plupart intervenant sur l'orientation de l'encolure et limitant l'élévation de la tête.. Lorsque l'attitude du cheval se modifie et dépasse une certaine limite, alors, l'enrênement agit. Dans le cas d'une bonne utilisation, le cheval cède et l'enrênement se détend, leur action n'est donc que ponctuelle et cesse dès que le cheval retrouve une attitude juste. Certains enrênements peuvent être utilisés dans le travail monté, d'autres dans le travail à pied, et notamment à la longe.
Controversés en raison de mauvaises utilisations et d'une surenchère dans le domaine du sport hippique attelé, les enrênements sont souvent mal vus par les observateurs non-expérimentés, qui les assimilent à des engins de soumission. Cet aspect a poussé la Suisse a bannir l'usage des rênes allemandes en compétition à partir de 2016.

## Histoire
De nombreux écuyers ont inventé et utilisé des enrênements pour travailler les chevaux, et en particulier pour obtenir le ramener, préliminaire au rassembler. Les rênes de Newcastle, qui pourraient être le système ancêtre des rênes allemandes d'après Carlos Henriques Pereira, consistent en une paire de rênes reliant les quartiers de la selle au caveçon.

## Types d'enrênements

### Élastiques

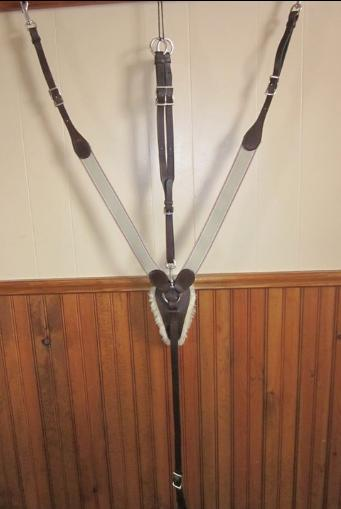
Élastiques d'un collier de chasse pour le saut d'obstacles.

Il s'agit de deux élastiques en caoutchouc qui s'attachent soit latéralement au surfaix du cheval, soit entre ses antérieurs, et qui se fixent aux anneaux du mors. Les segments de caoutchouc donnent de la souplesse à l'ensemble. Ils permettent de muscler le dos du cheval et de le « placer ». Il ne faut pas les attacher trop court, car le cheval doit les tendre en se « posant » sur le mors. L'élastique extérieur doit être légèrement plus long que l'élastique intérieur pour permettre au cheval de s'incurver.
Les rênes à élastiques sont généralement utilisées dans le travail à la longe. Le cheval ne peut pas donner de coup de tête vers le haut. Cet enrênement est aussi utilisé en voltige car il limite l'élévation de la tête du cheval qui nuirait aux exercices pratiqués par les coltigeurs. Elles sont alors montées sur un caveçon.
Les élastiques Pirelli, plutôt lourds, peuvent être employés pour travailler un cheval monté longitudinalement.

### Rênes fixes

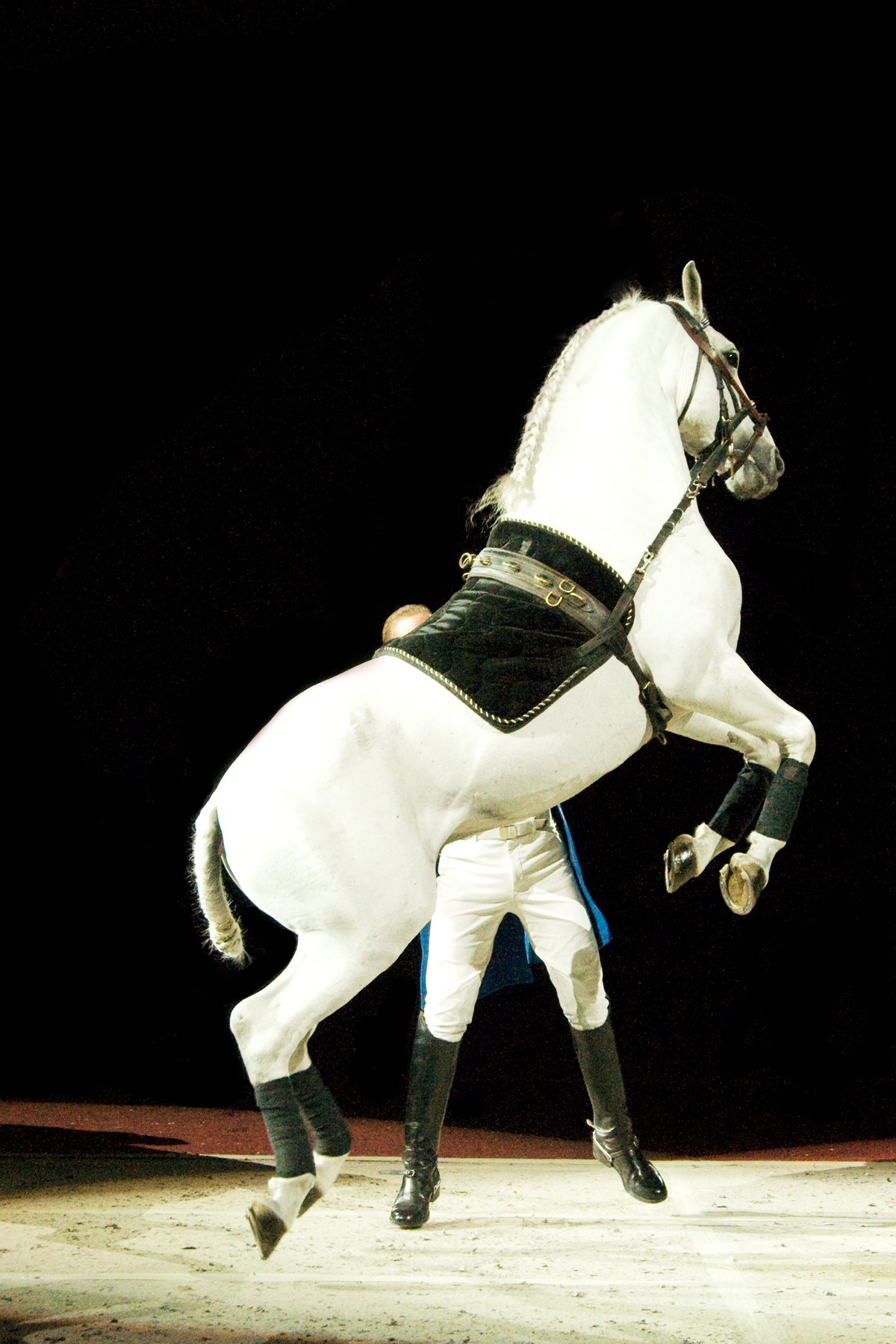
Lipizzan équipé de rênes fixes.

Cet enrênement est utilisé pour obtenir le ramener. Il fonctionne exactement comme les élastiques. Ce sont deux rênes en cuir attachées latéralement au surfaix du cheval. Le cheval doit les tendre en se portant en avant. Les rênes fixes sont beaucoup utilisées dans les cirques.

### Chambon

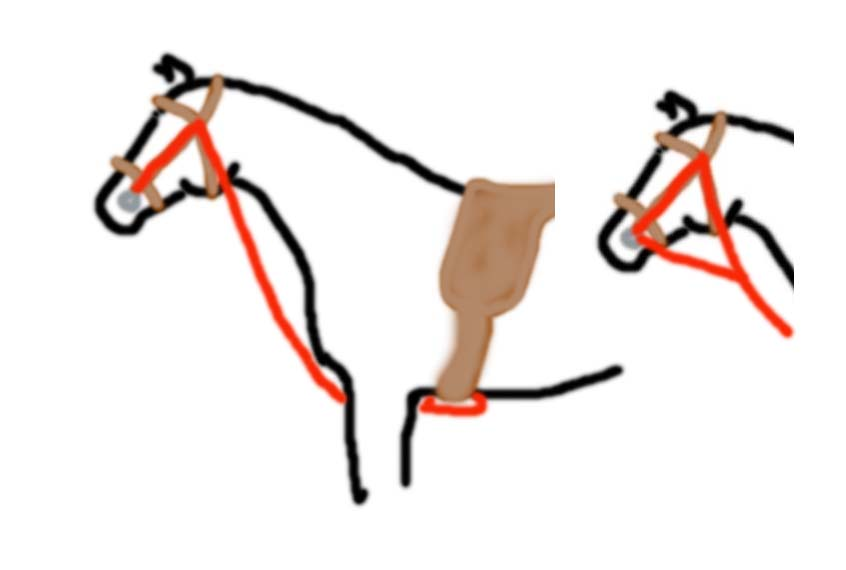
Chambon.

Cet enrênement s'attache sous le ventre du cheval, passe par une poulie fixée sur la têtière du filet, avant de s'attacher avec des mousquetons aux anneaux du mors. Il permet principalement de consolider ou de reconsolider les muscles du dos du cheval, mais peut être aussi utilisé pour modifier un défaut d'orientation de la ligne du dessus quand le cheval est creux, ou corriger les chevaux qui s'enferment en lâchant la main. Il a pour effet d'orienter l'encolure du cheval vers le bas, et de l'étirer loin devant. Le chambon est un enrênement qui tire sur la bouche du cheval. En effet, lorsque le cheval cède en baissant la tête, l'enrênement se détend. C'est pour cela que le chambon doit être utilisé au pas et au trot, lors de séances courtes, car il apprend au cheval à se mettre sur les épaules et à tirer vers le bas. Utilisé non monté,et uniquement à la longe, cet enrênement est aussi reconnu comme sévère et contraignant car il nécessite d'importants efforts musculaires et articulaires de la part du cheval. Le réglage doit se faire très progressivement car les chevaux non préparés peuvent avoir des réactions violentes. Le cheval doit avoir été échauffé et détendu avant sa mise en place. Correctement ajusté, et utilisé par une main savante et fine, il amène progressivement un cheval à l'encolure renversée et au dos creux, à se dérouler.

### Martingales
Les martingales limitent l'élévation de la tête du cheval et canalisent les mouvements latéraux. En théorie, elles empêchent le cheval de lever trop la tête ou de se cabrer.

#### Martingale fixe

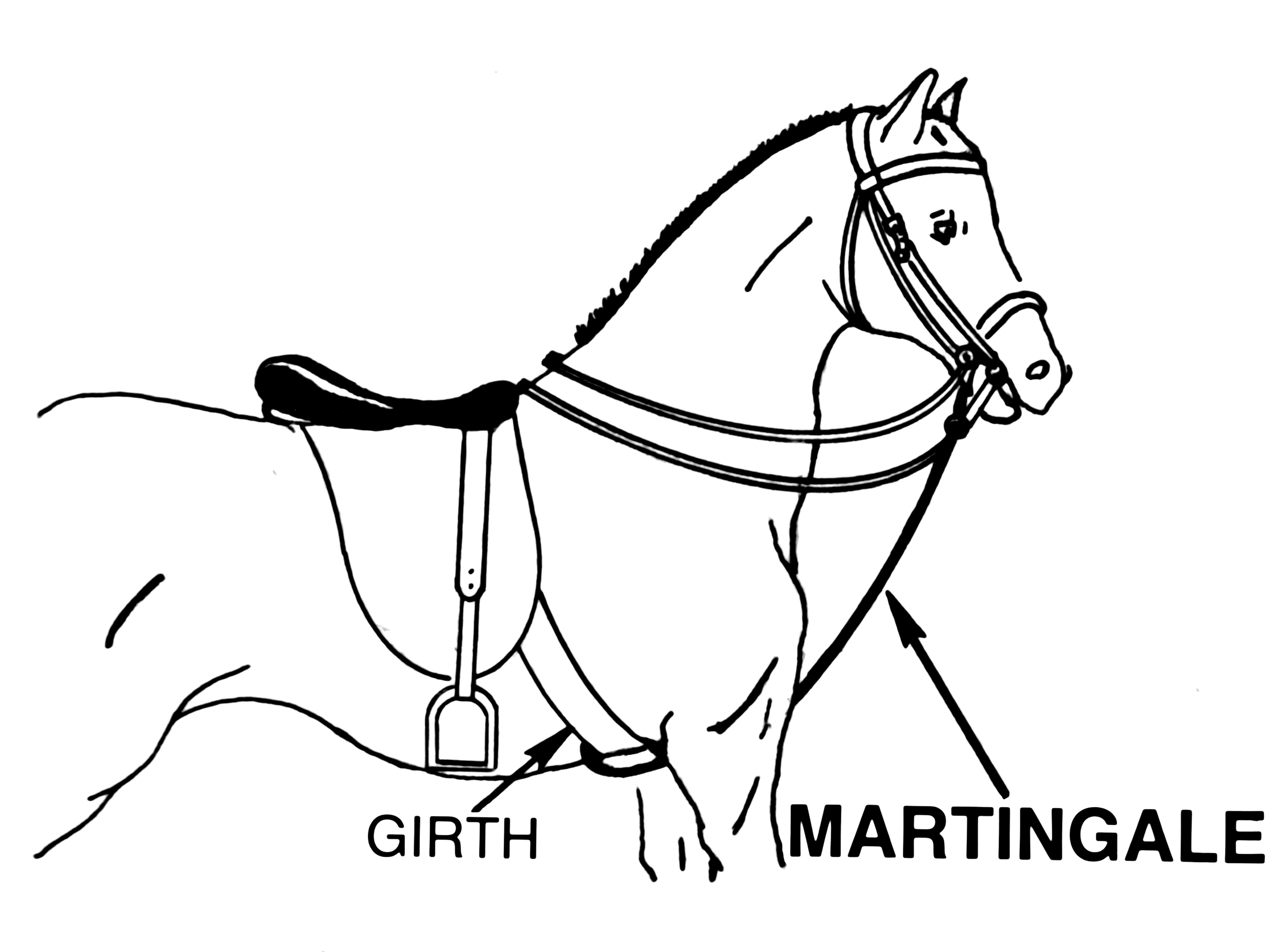
Martingale fixe

Une martingale fixe se compose d'une courroie, fixée par un bout à la sangle sous le ventre du cheval, et qui se termine par un anneau à l'autre bout, pouvant être attaché à la muserolle. Elle est maintenue en place par un collier. Elle empêche le cheval de lever la tête trop haut et se révèle assez dure. Elle est généralement utilisée avec des chevaux qui lèvent excessivement la tête pour se soustraire à la main. Elle est parfois autorisée dans certaines compétitions de saut d'obstacles, en fonction des règlements internes des nations. Son utilité est très contestable. Dans tous les cas, elle ne doit pas être réglée trop court car son action manque de souplesse.James Fillis la déconseille car, dit-il, elle est toujours dangereuse.

#### Martingale à anneaux

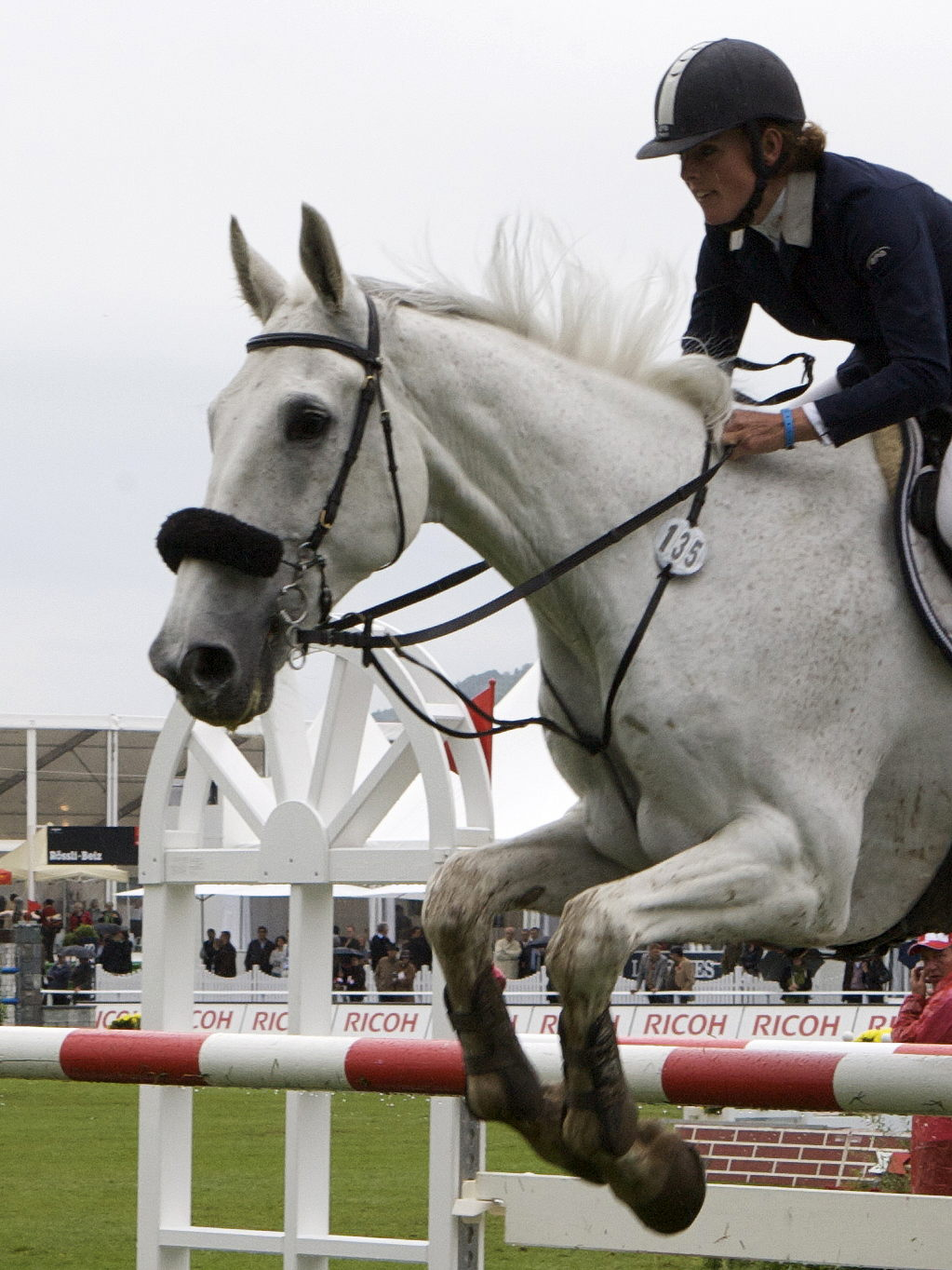
Martingale à anneaux en saut d'obstacles

Comme la précédente, la martingale à anneaux comporte une courroie fixée à la sangle sous le ventre du cheval, mais ensuite elle se sépare en deux courroies qui se terminent par des anneaux dans lesquels coulissent les rênes de filet. Des arrêtoirs empêchent les anneaux de se coincer dans les boucles d'attache des rênes. Elle est maintenue en place par un collier. La martingale à anneaux oblige le cheval à baisser la tête et l'encolure quand le cavalier tend les rênes. Elle est couramment utilisée pour limiter les défenses du cheval quand il lève ou écarte trop la tête. Elle est souvent complétée par un collier qui entoure la base de l'encolure. Selon James Fillis, elle peut rendre de grands services aux cavaliers expérimentés mais, en raison de sa puissance, elle est singulièrement dangereuse pour les autres. La martingale à anneaux est autorisée lors des concours de saut d'obstacles et en cross;

### Gogue fixe
Cet enrênement comporte une courroie fixée à la sangle, se terminant par un anneau de poitrail, et une courroie fixée à la têtière, se terminant de chaque côté par une poulie à la hauteur du frontal. Deux cordelettes partent de l'anneau de poitrail, passent, de chaque côté, à travers la poulie de têtière, puis à travers l'anneau du mors de filet, pour revenir se fixer à l'anneau de poitrail. Chaque cordelette forme ainsi un triangle. Le gogue fixe permet de maintenir la tête du cheval en place. Il provoque l'abaissement de l'encolure et permet de muscler le dos du cheval. "Les effets de cet enrênement sont d'une rapidité à peine croyable. Le cheval se met à chercher la main au lieu de la fuir, et la poursuit bientôt, de haut en bas, détendu, allongé, calme et confiant." Général Decarpentry. Il est utilisé dans le travail en longe ou en liberté, la chambrière entretenant le mouvement en avant et l'engagement des postérieurs.

### Gogue commandé
Le gogue commandé est une version améliorée du gogue fixe qui permet de mieux doser les effets de l'enrênement. En effet, plutôt que les cordelettes reviennent s'attacher au niveau du poitrail, elles sont tenues par le cavalier. Le cavalier peut ainsi contrôler l'action du gogue et céder dès que le cheval est placé. Il peut utiliser l'enrênement et l'embouchure simultanément grâce à la double paire de rênes qui sont utilisées comme des rênes de bride ou bien se contenter de la seule action du filet. Cet enrênement, comme le gogue fixe, constitue un excellent auxiliaire de dressage et d'utilisation du cheval. Son action est totalement contrôlée par la main du cavalier ce qui rend son action plus souple que celle du gogue fixe..Il a été inventé par René Gogue (1903-1988) qui a déposé un brevet en avril 1949 à l'Institut national de la propriété industrielle. Outre la notice relative à son enrênement, René Gogue a publié des ouvrages traitant de questions liées à sa vaste culture équestre,.

### Rênes allemandes ou coulissantes

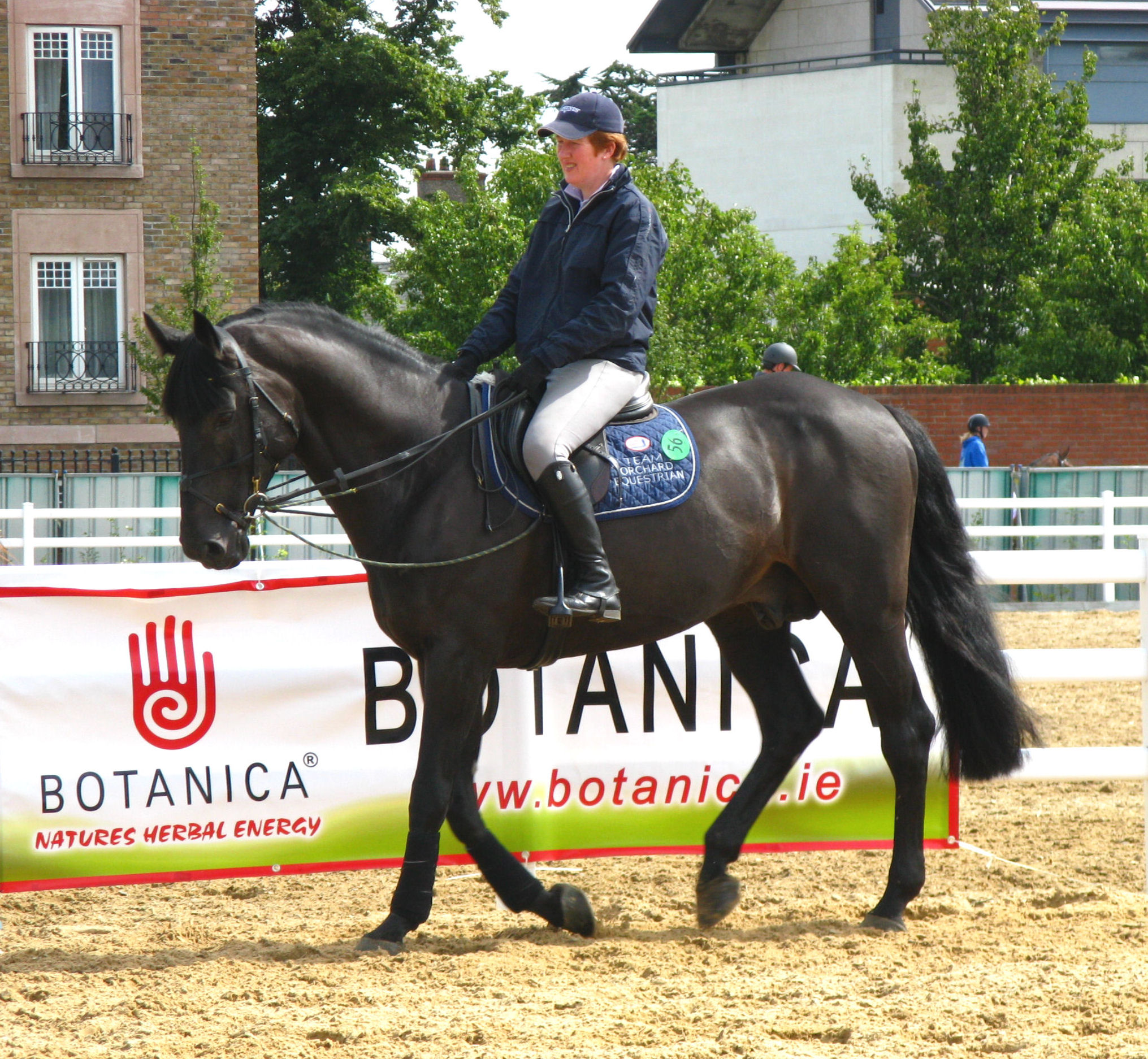
Rênes allemandes attachées sur le côté

Les rênes allemandes ou coulissantes sont utilisées dans le travail non monté, à la longe, ou dans le travail monté. Dans ce dernier cas, les deux rênes en toile ou en cuir sont tenues en main par le cavalier, coulissent dans les anneaux du mors, et s'attachent soit à la sangle (entre les antérieurs ou sous le ventre), soit sur les côtés (sous les quartiers de la selle). Dans le cas d'un travail non monté, elles sont fixées à un surfaix disposant d'anneaux latéraux de réglage. Les rênes, qui coulissent dans les anneaux du mors dans tous les cas, sont alors montées en formant un triangle dont les points de fixation adoptent des positions différentes en fonction du but recherché.. On distingue trois types de montageː le grand-triangle, de l'inter-ars à l'anneau supérieur, qui permet au cheval de conserver une grande liberté de mouvement tout en stabilisant son encolure en position horizontale; le triangle haut, de l'anneau du haut à celui situé à la hauteur de la botte du cavalier, qui favorise le rassembler; le triangle bas, de l'inter-ars à l'anneau situé à la hauteur de la botte du cavalier, qui favorise l'attitude vers le bas.
Utilisées montées, elles permettent de placer le cheval en lui fléchissant la nuque. Ainsi, lorsque le cheval tente de relever la tête ou d'étendre son encolure, il est sévèrement puni au niveau de la bouche. Le cheval conserve toutefois le liberté des mouvements de sa tête. Les actions sont différentes selon l'endroit où les rênes allemandes sont attachées. Attachées sous le ventre, l'action sera plus dure et plus sévère, car le cheval est placé dans une position très basse. Attachées sur les côtés, le cheval sera dans une position un peu plus haute que la précédente. Plus elles sont attachées bas, et plus elles incitent le cheval à se tendre et à baisser son encolure. Plus elles sont attachées près du garrot, et plus le cheval est incité à remonter sa nuque et arrondir son encolure. L'entraîneuse de dressage Kathy Amos-Jacob conseille de les attacher plutôt sur les côtés. Maintenues tendues, elles favorisent l'encapuchonnement et la perte d'impulsion, nuisant ainsi à la locomotion. Quand elles sont utilisées trop souvent, elles faussent l'action des rênes,.

### Rêne Colbert
La rêne Colbert passe sur l'encolure du cheval, traverse les anneaux et rejoint les mains. Cet enrênement est utilisé pour travailler le cheval à la longe. Il permet d'agir sur le mors par une simple traction sur la longe. Dans ce cas, la longe fait office de rêne Colbert. Il est recommandé d'utiliser un filet à aiguilles pour éviter que le mors soit tiré sur le côté de la bouche.

### Artifices spécifiques aux courses de trot et d'amble

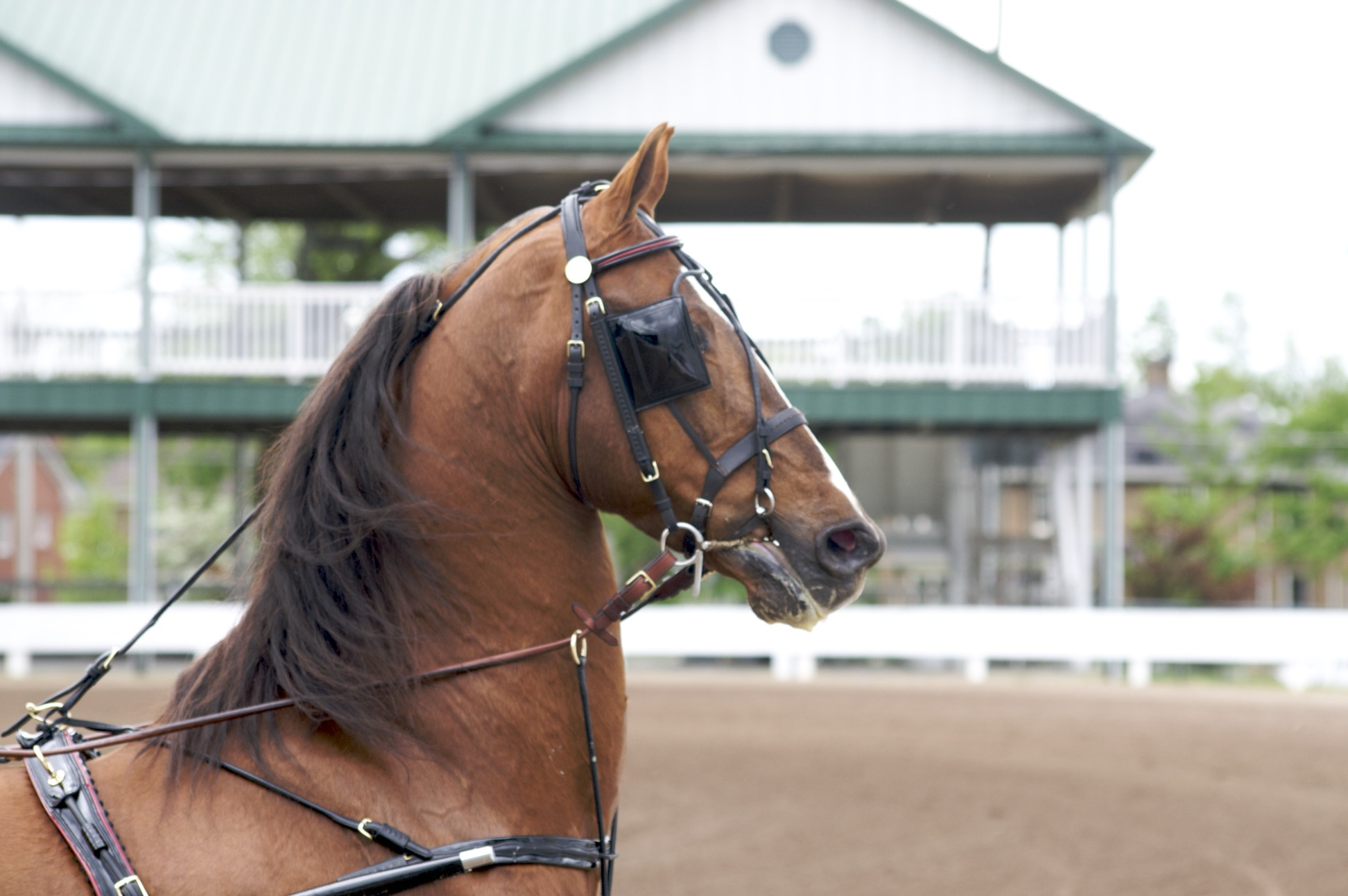
Enrênement supérieur et martingale à anneaux.

En sport hippique, les galopeurs ne portent généralement pas d’enrênements, mais les trotteurs et les ambleurs peuvent en porter un grand nombre. Les trotteurs attelés portent généralement un enrênement supérieur, consistant en une rêne reliant la tête à la sellette, dans le but de leur garder la tête haute et ainsi d'éviter qu'ils prennent le galop. Si le cheval place la tête trop haut, il est possible d'y ajouter une martingale. Il est courant également de les voir équipés de bouchons d'oreille reliés à une lanière : le driver peut ôter les bouchons peu de temps avant le poteau d'arrivée, et le bruit soudain qu'entend le cheval le fera accélérer. Aux États-Unis, pour les courses d'amble, les chevaux portent un enrênement qui relie les membres latéralement, afin de les empêcher de prendre le trot ou le galop. Très courants sur les trotteurs français dans les années 1970 et 1980, les enrênements tendent à devenir moins nombreux et plus rares.

## Usages

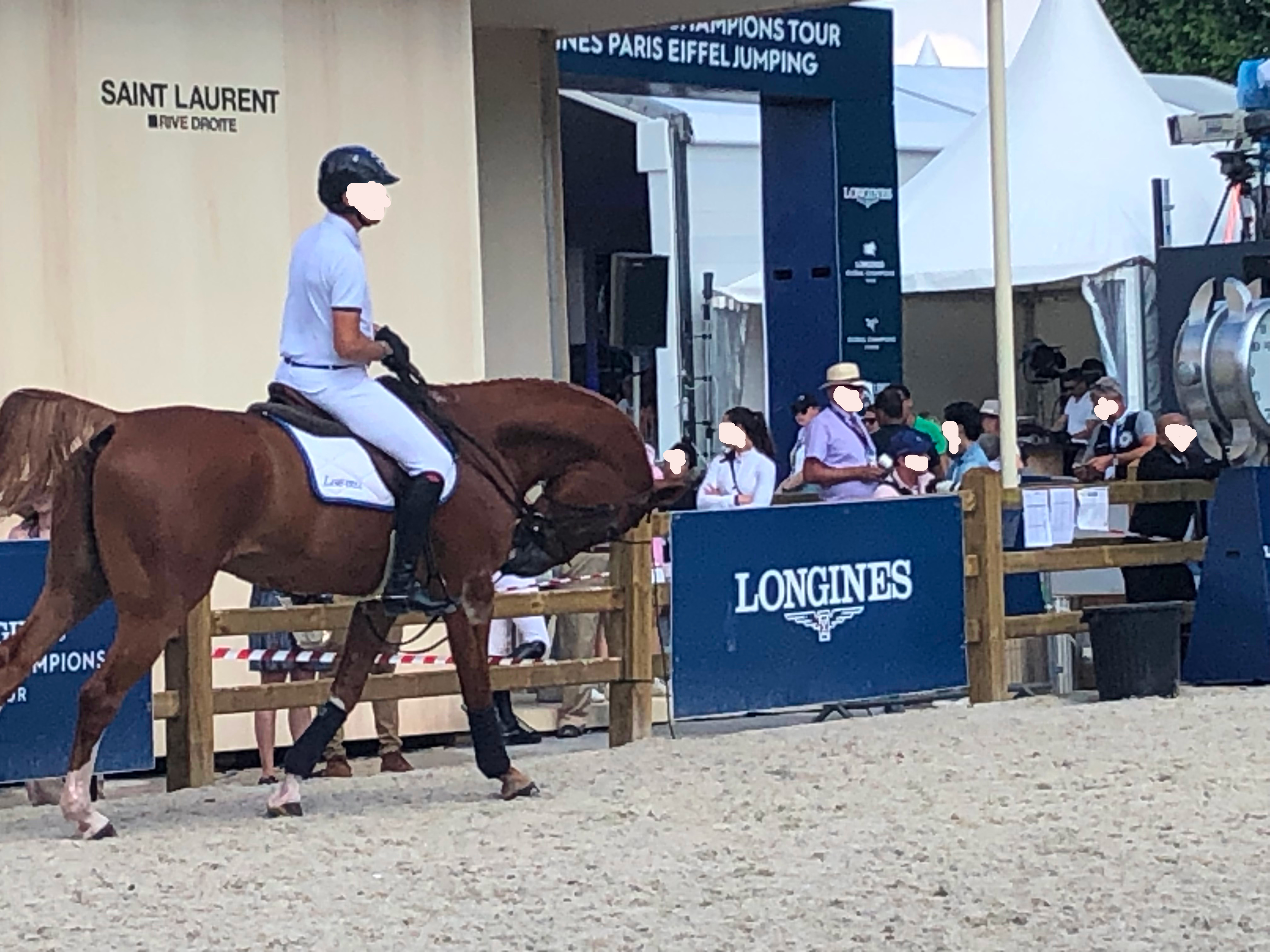
Rollkur obtenu avec des rênes allemandes attachées à la sangle, pendant la détente d'un concours de saut d'obstacles.

Le choix de l'enrênement dépend de l'utilisation qui est faite du cheval, de son niveau de dressage, sa conformation physique et le type de travail à effectuer, monté ou longé. Pour le travail sur le plat, on utilise le gogue ou les rênes allemandes en fonction du but recherché et du tact du cavalier.
Les enrênements utilisés en selle demandent une équitation très fine de la part du cavalier. Ce dernier doit être capable d'agir de façon distincte sur les rênes de filet et celles de l'enrênement. Ces enrênements doivent être utilisés de façon ponctuelle : dès que le cavalier obtient ce qu'il veut, il doit cesser de les utiliser, et doit reprendre le travail sur les rênes de filet uniquement. De nombreux cavaliers de dressage se demandent s'il est possible de mettre un enrênement pour obtenir du cheval l'attitude « bas et rond ». En équitation de dressage, les enrênements sont considérés comme « des solutions de facilité qui donnent des résultats à court terme ». Il est conseillé d'y faire appel avec parcimonie et sans jamais forcer le mouvement. L'enrênement ne devrait jamais forcer un cheval à garder son chanfrein à la verticale. L'engagement des postérieurs doit toujours être conservé par l'action des jambes ou de la chambrière, même si le cheval enrêné demeure placé. Les rênes allemandes ne conviennent que si les chevaux n'ont pas le dos creux ni l'encolure renversée.
Le travail enrêné est particulièrement contraignant pour le cheval, les séances avec enrênement doivent en conséquence être courtes. Le cheval non entraîné peut présenter des courbatures le lendemain d'une séance enrêné. Mal utilisés, les enrênements peuvent avoir des conséquences négatives sur le physique et le moral du cheval.

## Critiques et interdictions

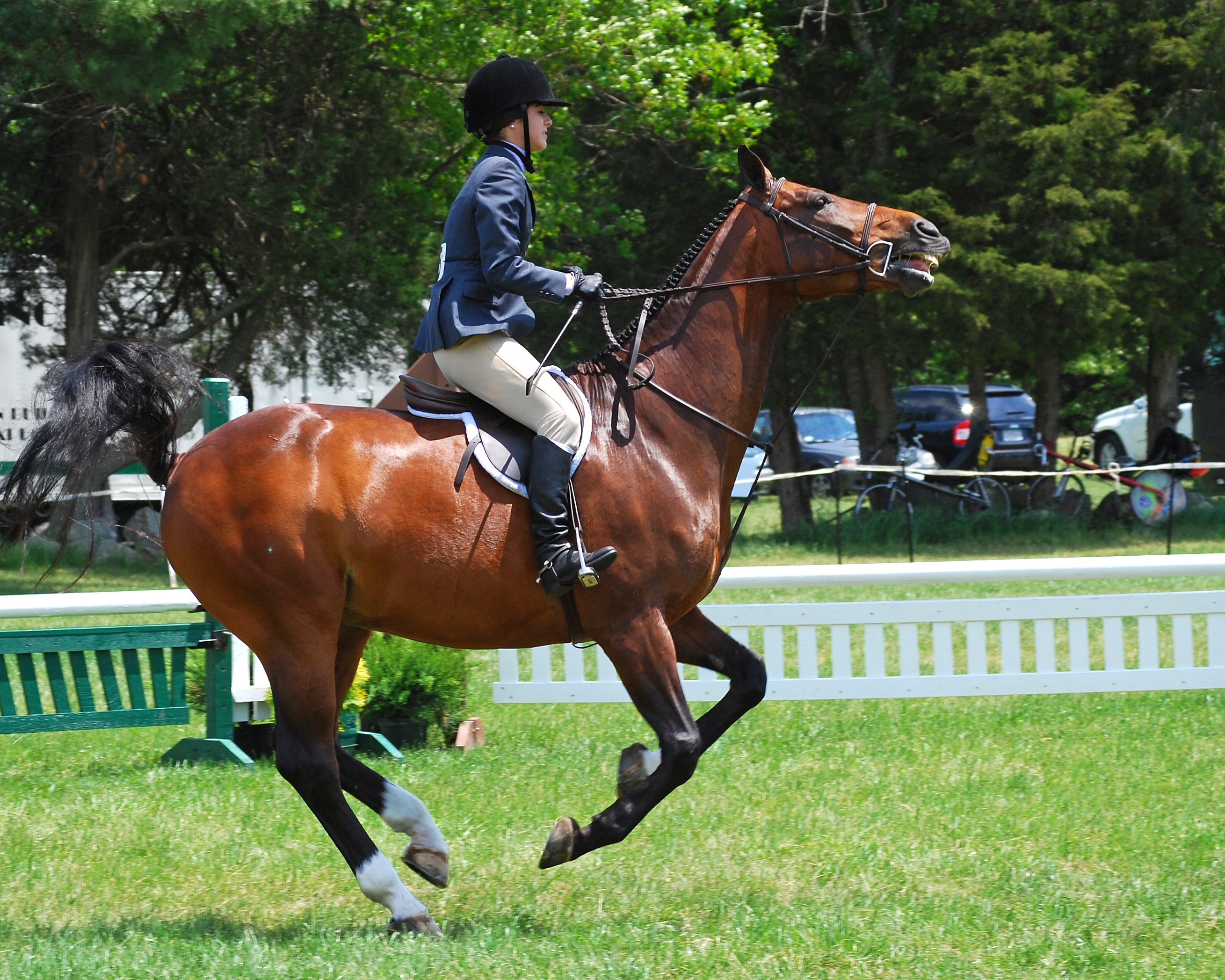
Cheval de saut d'obstacles désobéissant, portant une martingale fixe.

Une mauvaise utilisation des enrênements compromet le bien-être du cheval, et peut servir à masquer les défauts de dressage et d'éducation. Mal employé, l'enrênement peut placer le cheval dans une attitude fausse. Il peut, mal utilisé, casser l'encolure du cheval au-delà de la troisième vertèbre cervicale et effondrer le garrot si les postérieurs ne sont pas suffisamment engagés, ni l'impulsion maintenue. Tous les enrênements sont interdits en épreuves officielles de dressage. Le cavalier de saut d'obstacles Éric Navet déplore la multiplication des enrênements pour compenser les lacunes de dressage des chevaux, y compris à haut niveau. Carlos Henriques Pereira s'oppose lui aussi à la systémisation des enrênements, tout particulièrement à celle des rênes allemandes, souvent utilisées à tort par des cavaliers qui emploient mal leurs mains et leurs jambes. L'entraîneuse de dressage Kathy Amos-Jacob déconseille les rênes allemandes pour les mêmes raisons.
Le 19 octobre 2015, la Suisse a annoncé une future interdiction des rênes allemandes pour janvier 2016, car « les images de chevaux montés en rênes allemandes suscitent des sentiments de soumission et de contrainte chez les observateurs non-expérimentés ». D'après le communiqué de la Fédération suisse des sports équestres, « que les rênes allemandes soient utilisées de manière correcte ou non ne joue aucun rôle pour l’observateur inexpérimenté, étant donné qu’il lui manque probablement les connaissances pour en juger correctement ». Il s'agit donc de rendre l'utilisation du cheval de sport plus responsable, et de donner une meilleure image des sports équestres.
À quelques mois des épreuves d'équitation aux Jeux olympiques d'été de 2016, la publication d'une étude scientifique évaluant la douleur causée par une muserolle trop serrée et le port d'une bride complète fait polémique, entraînant des soupçons de maltraitance des chevaux de compétition. L'étude conclut en effet que le port de ce matériel est dommageable pour le cheval, provoquant par exemple des blessures buccales et des réactions de stress.